# Perfect Money
Perfect Money (с англ. — «совершенные деньги») — электронная платёжная система для безналичных расчётов в Интернете, созданная в 2007 году. Позволяет клиентам оплачивать покупки, организовать приём платежей на своём сайте, отправлять и принимать денежные переводы. Юридически система принадлежит юридическому лицу Startup Research & Investments LTD, номер в реестре Британских Виргинских островов 1636555, а фирменное наименование компании — Perfect Money Finance Corp — зарегистрировано в Панаме, штаб-квартира и операционное обслуживание — в Цюрихе и в Гонконге. В 2025 году сервис прекратил свою работу.

## Возможности
- Перевод денежных средств между пользователями.
- Прием платежей на своем сайте[7][8].
- Оплата товаров и услуг в Интернете[9].
- Покупка bitcoin, золота, долларов США и евро.
- Создание E-Voucher[10], собственной предоплаченной карты.
- Доступность системы для работы на мобильных устройствах с помощью приложений iOS и Android.

## Виды счетов
- Эквивалент доллару США, вида U1234567.
- Эквивалент евро, вида E1234567.
- Эквивалент золоту (в пересчёте на тройскую унцию), вида G1234567.
- Эквивалент биткойну, вида B12345678.

Все виды счетов можно обменять в аккаунте пользователя по рыночному курсу.

## Индивидуальный статус пользователя
- Normal[11] — присваивается всем новым пользователям системы и не накладывает каких-либо ограничений на пользование системой.
- Premium[11] — присваивается пользователю по истечении 1 года или достижении определенного показателя оборачиваемости средств на балансе. Это тип аккаунта с привилегированными возможностями, в число которых входит приоритетное отношение при выполнении всех операций на ввод и вывод средств. Клиент вправе сам подать отдельную заявку на повышение своего статуса.
- Partner[11] — присваивается администрацией Perfect Money в одностороннем порядке. Получение данного статуса чаще всего осуществляется для оптимизации платежей в адрес компаний-партнёров Perfect Money.

Также регистрация в Perfect Money предполагает выбор двух подстатусов: Personal — для частных лиц, Business — для бизнес-аккаунтов.

## Верификация
Доступ к полному набору функций счёта возможен только при условии прохождения процедуры верификации. Данная процедура включает в себя загрузку документов государственного образца, удостоверяющих личность, и подтверждение номера мобильного телефона. Некоторые преимущества, которые доступны только верифицированным пользователям:
- Пониженные комиссии.
- Дополнительные возможности по обеспечению безопасности.
- Повышенный уровень доверия со стороны других пользователей.
- Упрощённое восстановление доступа к счёту в случае его утраты.

## Безопасность системы
Все настройки безопасности управляются из аккаунта пользователя.
- Проверка подлинности пользователя — при изменении IP-адреса входа в систему, Perfect Money отправляет сообщение на e-mail с PIN-кодом для подтверждения изменения.
- SMS-авторизация — данная система используется в целях создания логической связи между аккаунтом пользователя и номером его мобильного телефона, на который для идентификации реального владельца счёта высылается код подтверждения. SMS-авторизация представляет собой самый совершенный и надежный способ защиты пользователя от несанкционированного входа в аккаунт (взлома), поскольку время, затрачиваемое на всю операцию обмена кодом и ввода его в аккаунт, является критично малым и недостаточным для взлома.
- Кодовая карта — применение данного инструмента основано на обеспечении пользователя картой с графическим изображением кода, высылаемой на адрес электронной почты. Для подтверждения транзакции система высылает запрос пользователю о выдаче в случайном порядке определенного кода с данной карточки.

## Особенности системы
- Пользователь может создать до 6 дополнительных счетов (кошельков) в своем аккаунте на различные эквиваленты.
- Пользователь может создать субаккаунт с отдельным логином и паролем. Субаккаунт ограничен по функционалу — с него можно только переводить и принимать электронные деньги, при этом суббаккаунт возможно пополнить с основного счёта без комиссии.
- Пользователь может создать собственный E-Voucher[10] (электронный ваучер) в денежном эквиваленте, активировав который, фактически можно произвести перечисление средств. Данные E-Voucher[10] можно передать любым удобным способом (ICQ, email, SMS и т. п.).
- Встроенный биткойн-кошелек.
- С 2013 года прекратила обслуживание граждан и компаний США[2].
- В октябре 2024 года клиенты из европейских стран получили сообщения о прекращении активных операций по счетам  сервиса и предоставлении ограниченного срока (в большинстве случаев 30 дней) для вывода средств.

## Критика
Система изначально создавалась как платежный инструмент для моментальных и безопасных расчётов в бизнес-среде и между частными пользователями. Но ряд авторов (например,  Raj Samani ,  Miles Klee), утверждает, что она также используется для отмывания денег и монетизации результатов киберпреступлений. В своих публикациях эти авторы полагают, что популярность Perfect Money для этих целей выросла после закрытия Liberty Reserve. По их мнению более тысячи финансовых пирамид принимали Perfect Money (2011 год, более популярной для таких целей была только Liberty Reserve).